# Andrew Sinclair

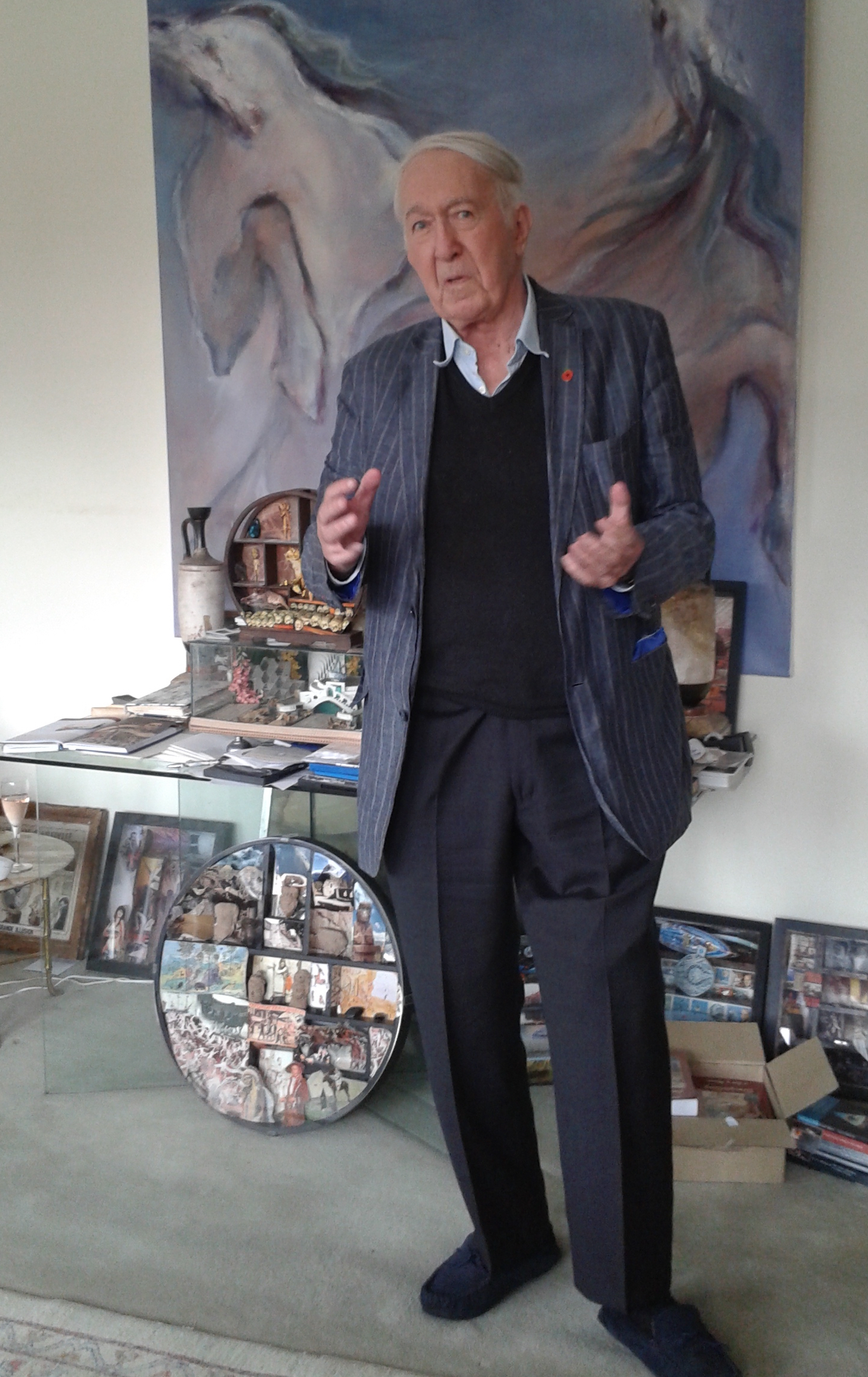
Andrew Sinclair (1935–2019)

Andrew Sinclair (* 21. Januar 1935 in Oxford, Oxfordshire; † 30. Mai 2019) war ein britischer Schriftsteller, Filmregisseur und Drehbuchautor. Bekannt wurde er durch zahlreiche Romane und Sachbücher und später auch durch seine Arbeiten für Kinofilme der 1970er und 1980er Jahre wie Unter dem Milchwald, Der Lord, der ein Diener sein wollte oder Tuxedo Warrior.

## Leben und Karriere
Andrew Annandale Sinclair wurde 1935 in Oxford als Sohn von Stanley Charles Sinclair (im britischen Kolonialdienst tätig) und Hilary Sinclair (einer Schriftstellerin) geboren. Seinen Militärdienst leistete er von 1953 bis 1955 in der Britischen Armee bei den Coldstream Guards und stieg dort in den Rang eines Leutnants auf. Seine literarische Ausbildung erhielt er am Trinity College Cambridge, B.A. und später an der Universität Cambridge, Ph.D., 1963. Nach seinem Erstlingserfolg im Jahr 1959 mit seinem Roman The Breaking of Bumbo folgten zahlreiche weitere Bücher.
Sinclair schrieb seit Ende der 1950er Jahre als freier Schriftsteller und veröffentlichte Romane unter seinem eigenen Namen. Mehrere davon wurden in den folgenden Jahrzehnten in Großbritannien von ihm oder anderen Regisseuren verfilmt, darunter in England die Vorlagen für The Breaking of Bumbo, Unter dem Milchwald mit Richard Burton und Peter O’Toole, Mally’s Bucht von Regisseur Henry Herbert mit Donald Pleasence, Der Lord, der ein Diener sein wollte mit Oliver Reed in der Hauptrolle oder 1982 Tuxedo Warrior mit John Wyman und Carol Royle.
Andrew Sinclair war verheiratet mit Marianne Alexandre, die Ehe wurde 1960 geschieden; 1972 heiratete er Miranda Seymour am 18. Oktober 1972 (diese Ehe wurde geschieden am 6. Juni 1984); Am 25. Juli 1984 heiratete er ein drittes Mal, nämlich Sonia Melchett (eine Schriftstellerin); Kinder: (aus erster Ehe) Sohn Timon Alexandre; (aus zweiter Ehe) Sohn Merlin George. 
Der Komponist Brian Gascoigne steuerte die Filmmusik zu vier seiner Filme bei, nämlich The Breaking of Bumbo, Unter dem Milchwald, Der Lord, der ein Diener sein wollte und Tuxedo Warrior.

## Auszeichnungen (Auswahl)
Somerset Maugham Award
- 1967: Somerset Maugham Award für sein Werk The Better Half: The Emancipation of the American Woman

## Bibliografie (Auswahl)

### Romane
- The Breaking of Bumbo. London, Faber, and New York, Simon and Schuster, 1959; Penguin edition 1961 (cover by George Adamson).
- My Friend Judas. London, Faber, 1959; New York, Simon and Schuster, 1961.
- The Project. London, Faber, and New York, Simon and Schuster, 1960.
- The Hallelujah Bum. London, Faber, 1963; as The Paradise Bum, New York, Atheneum, 1963.
- The Raker. London, Cape, and New York, Atheneum, 1964.
- Gog. London, Weidenfeld and Nicolson, and New York, Macmillan, 1967.
- Magog. London, Weidenfeld and Nicolson, and New York, Harper, 1972.
- The Surrey Cat. London, Joseph, 1976; as Cat, London, Sphere, 1977.
- A Patriot for Hire. London, Joseph, 1978.
- The Facts in the Case of E.A. Poe. London, Weidenfeld and Nicolson, 1979; New York, Holt Rinehart, 1980.
- Beau Bumbo. London, Weidenfeld and Nicolson, 1985.
- King Ludd. London, Hodder and Stoughton, 1988.
- The Far Corners of the Earth. London, Hodder and Stoughton, 1991.
- The Strength of the Hills. London, Hodder and Stoughton, 1992.
- Blood and Kin: An Empire Saga. London, Sinclair-Stevenson, 2002.

### Kurzgeschichten
- "To Kill a Loris," in Texas Quarterly (Austin), Autumn 1961.
- "A Head for Monsieur Dimanche," in Atlantic (Boston), September 1962.
- "The Atomic Band," in Transatlantic Review 21 (London), Summer 1966.
- "Twin," in The Best of Granta. London, Secker and Warburg, 1967.

### Sachbücher
- Prohibition: The Era of Excess (1962)
- The Better Half: The Emancipation of the American Woman (1965)
- Selections from the Greek Anthology (Macmillan, 1967)
- A Concise History of the United States (1967, revised and updated 1999)
- Viva Che!: The Strange Death and Life of Che Guevara (1968, re-released 2006, Sutton ISBN 0-7509-4310-6)
- The Last of the Best: The Aristocracy of Europe in the Twentieth Century (1969)
- Guevara (Fontana Modern Masters, 1970)
- Dylan Thomas: Poet of His People (1975)
- Jack: A Biography of Jack London (1977)
- John Ford: a Biography (1979)
- Corsair: The Life of J Pierpont Morgan (1981)
- The Other Victoria (1985)
- The Red and the Blue: Cambridge, Treason and Intelligence (1986)
- War Like a Wasp: The Lost decade of the Forties (1989)
- The Discovery of the Grail (Century, 1998)
- The Naked Savage (1991, London: Sinclair-Stevenson)
- Francis Bacon: His Life and Violent Times (1993)
- Arts and Cultures: The History of the Fifty Years of the Arts Council in Great Britain (1996)
- Death by Fame: A Life of Elisabeth Empress of Austria (1998)
- Dylan the Bard: A Life of Dylan Thomas (1999, Constable; 2003, Robinson ISBN 1-84119-741-6)
- An Anatomy of Terror (Macmillan, 2003)
- Storytelling (Ashgrove Publishing, 2018)

## Filmografie (Auswahl)

### Filme
Regie
- 1970: The Breaking of Bumbo
- 1971: Unter dem Milchwald (Under Milk Wood)
- 1974: Der Lord, der ein Diener sein wollte (Blue Blood)
- 1982: Tuxedo Warrior

Drehbuch
- 1963–1964: Armchair Theatre (Fernsehserie, 2 Episoden)
- 1968: Bevor der Winter kommt (Before Winter Comes)
- 1970: The Breaking of Bumbo
- 1971: Unter dem Milchwald (Under Milk Wood)
- 1973: 2nd House (Fernsehserie, 1 Episode)
- 1973: Mally’s Bucht (Malachi's Cove)
- 1974: Der Lord, der ein Diener sein wollte (Blue Blood)
- 1979: Martin Eden (Fernsehminiserie, 5 Episode)
- 1982: Tuxedo Warrior
- 1984: Fox Mystery Theater (Fernsehserie, 1 Episode)

Produktion
- 1973: Mally’s Bucht (Malachi's Cove)